# Las guerras de los Balcanes
Las guerras de los Balcanes: 1912-13 fue una serie de artículos publicados por León Trotski en el periódico ruso "Kievskaja mysl" (del ruso: Киевская мысль) durante las guerras de los Balcanes de 1912-1913. En la URSS, la correspondencia de guerra de Trotski se volvió a publicar como el sexto volumen de sus obras recogidas bajo el título "Los Balcanes y la Guerra de los Balcanes" (en ruso: Балканы и Балканская война, 1926). La traducción al inglés del libro apareció en 1980; en 1993, en relación con las Guerras Yugoslavas, se volvió a publicar como una fuente importante sobre la historia de la Península balcánica.

## Literatura
- Todorova M. War and Memory: Trotsky's War Correspondence from the Balkan Wars // Perceptions: Center for Strategic Research (SAM) / Ministry of Foreign Affairs, Turkey. — 2013. — Summer (vol. XVIII, no. 2). — P. 5—27. [en inglés]
- Nelson H. W. Trotsky Reports the Balkan Wars // Leon Trotsky and the Art of Insurrection, 1905—1917. — Psychology Press, 1988. — 158 p. — (Cass series on politics and military affairs in the twentieth century, Vol. 1). — ISBN 9780714632728. — ISBN 0714632724. [en inglés]
- Sandner G. Deviationist Perceptions of the Balkan Wars: Leon Trotsky and Otto Neurath // The Balkan Wars from Contemporary Perception to Historic Memory / eds. K. Boeckh, S. Rutar. — Springer, 2016/2017. — 340 p. — ISBN 978-3-319-44641-7. — ISBN 978-3-319-44642-4. — ISBN 3319446428.
- Karakasidou A. The Burden of the Balkans // Anthropological Quarterly. — 2002. — July (vol. 75, iss. 3). — P. 575–589. — ISSN 1534-1518. — DOI:10.1353/anq.2002.0044. [en inglés]
- Wörsdörfer R. Trotzki und die nationale Frage auf der Balkanhalbinsel (1908—1914) // Archiv für die Geschichte des Widerstandes und der Arbeit / eds. Wolfgang Braunschädel, Johannes Materna. — Fernwald: Germinal Verlag, 1991. — Т. Heft 11. — P. 125—140. — 304 p. — (ISSN 0936-1014). — ISBN 3-88663-411-6. [en alemán]
- Rondholz E. Berichte vom Balkanbrand – der Krieg aus der Sicht dreier Korrespondenten (Leo Trotzki, Otto Kessler und Corrado Zoli) // Die Balkankriege 1912/13 und Griechenland / Choregia; hrsg. Horst-Dieter Blume, Cay Lienau. — Münster: Germinal Verlag, 2014. — Т. Heft 12. — 163 p. — (Münstersche Griechenland-Studien). — ISBN 978-3-934017-17-7. [en alemán]
- Schwarz P. Einleitung // Die Balkankriege 1912—13 / Lev Trockij; Hannelore Georgi, Harald Schubärth. — Mehring Verlag, 1996. — 585 p. — ISBN 9783886340583. — ISBN 3886340589. [en alemán]
- Гришина Р. П. Военные корреспонденты Васил Коларов и Лев Троцкий о Балканских войнах 1912—1913 гг // Славяне и Россия: славянские и балканские народы в периодической печати: (сборник статей по материалам научной конференции «Третьи Никитинские чтения», 3 декабря 2013 г., Москва) / Институт славяноведения РАН, С. И. Данченко. — М.: Институт славяноведения РАН, 2014. — С. 288—308. — 419 с. — ISBN 978-5-7576-0310-0. [en ruso]
- Нюркаева А. З. Балканы во взглядах Л. Д. Троцкого. — Пермь: Изд-во Перм. ун-та, 1994. — 71, [2] с. — ISBN 5-8241-0069-1 [en ruso]

- Datos: Q36366945